# Ann Lee

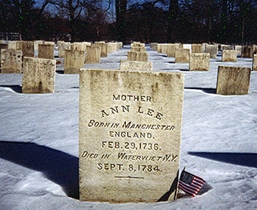
Grabstein von Ann Lee

Ann Lee (* 29. Februar 1736 in Manchester; † 8. September 1784 in Watervliet,  New York) war die Gründerin der amerikanischen Freikirche der Shaker, einer der ungewöhnlichsten, langlebigsten und zugleich bekanntesten christlichen Gemeinschaften in der Geschichte der religiösen Utopismen in den USA. Von den Shakern wird sie als „Mutter Ann“ bezeichnet.

## Die ersten Jahre in England
Ann Lee kam am 29. Februar 1736 als zweites von acht Kindern von John Lees, einem Grobschmied in der bescheidenen elterlichen Wohnung in Toad Lane (heute Toad Street), Manchester zur Welt. Der Name der Mutter ist nicht überliefert; der Familienname wurde – in einer Zeit inkonsequenter Rechtschreibung – später verkürzt zu Lee. Ann zeigte von früher Jugend an einen tief religiösen Ernst und besondere Abscheu vor geschlechtlichen Sünden. Sie wurde Fabrikarbeiterin und konnte weder lesen noch schreiben.
Gedrängt von ihren Verwandten heiratete sie den Schmied Abraham Stanley, nahm später aber, nach dem Scheitern ihrer Ehe, wieder ihren Mädchennamen an. In England wurde Ann Lee durch ihre Predigten über die Sünde und die zweite Ankunft Christi bekannt, die in den Herzen der Gläubigen stattfinden sollte. 1770 wurde sie wegen „Sabbatschändung“ ins Gefängnis geworfen, dort hatte sie eine Vision Jesu Christi. Sie und ihre Anhänger wurden als Shaking Quakers (Shakers) bezeichnet, was sich von ihrem extatischen Tanz beim Gottesdienst herleitete, der bei den Shakern als eine Form der Verehrung Gottes gilt.

## Auswanderung in die Vereinigten Staaten
Nach wiederholter Gefängnishaft 1774 wanderte Ann Lee mit acht ihrer Gläubigen (darunter ihr Mann, ihr Bruder William und ihre Nichte Nancy) nach Amerika aus. Am 6. August 1774 erreichten sie New York und blieben dort fast zwei Jahre. Inzwischen erwarb der mitgereiste Gläubige John Hocknell Land in dem Ort Niskayuna im Verwaltungsbezirk Watervliet. Mit einer kleinen Zahl Gläubiger lebte Ann Lee die nächsten drei Jahre in Abgeschiedenheit. Ihr Mann, der Ann Lee nur in der Hoffnung begleitet hatte, in Amerika seine Ehe retten zu können, verließ die Gemeinschaft schon kurz nach der Ankunft in der Neuen Welt, als klar wurde, dass sich seine Erwartung nicht erfüllen sollte.
1779 wuchs die Zahl der Anhänger besonders in der Nachbargemeinde New Lebanon, die ab diesem Zeitpunkt als die geistige Heimat der Shaker galt. Im Frühjahr 1781 gingen Ann Lee und einige ihrer Anhänger auf eine ausgedehnte Reise nach Massachusetts und Connecticut. Trotz erfolgreicher Missionierungen gab es unterwegs häufig heftige gewalttätige Übergriffe durch den Mob. Die von den Auseinandersetzungen geschwächte Ann Lee starb am 8. September 1784 im Alter von 48 Jahren in Watervliet.